# Ana Pastor García
 (janvier 2025).
Si vous disposez d'ouvrages ou d'articles de référence ou si vous connaissez des sites web de qualité traitant du thème abordé ici, merci de compléter l'article en donnant les références utiles à sa vérifiabilité et en les liant à la section « Notes et références ».
Pour les articles homonymes, voir Ana Pastor et García.
Ana Pastor García, née à Madrid le 9 décembre 1977, est une journaliste et présentatrice de télévision espagnole.
Elle est en particulier connue du grand public pour avoir présenté l'émission Los desayunos de TVE de Televisión Española (TVE).

## Biographie
Elle est diplômée en journalisme de l'université CEU San Pablo (Madrid).
En 1999, elle commence à travailler pour la Cadena SER. Elle intègre l'équipe d'Iñaki Gabilondo et se spécialise dans l'actualité internationale. Elle a été envoyée spéciale dans diverses régions du monde.
Elle dirige et présente l'émission hebdomadaire Punto de fuga, où elle reçoit des personnalités de la vie politique ou culturelle.

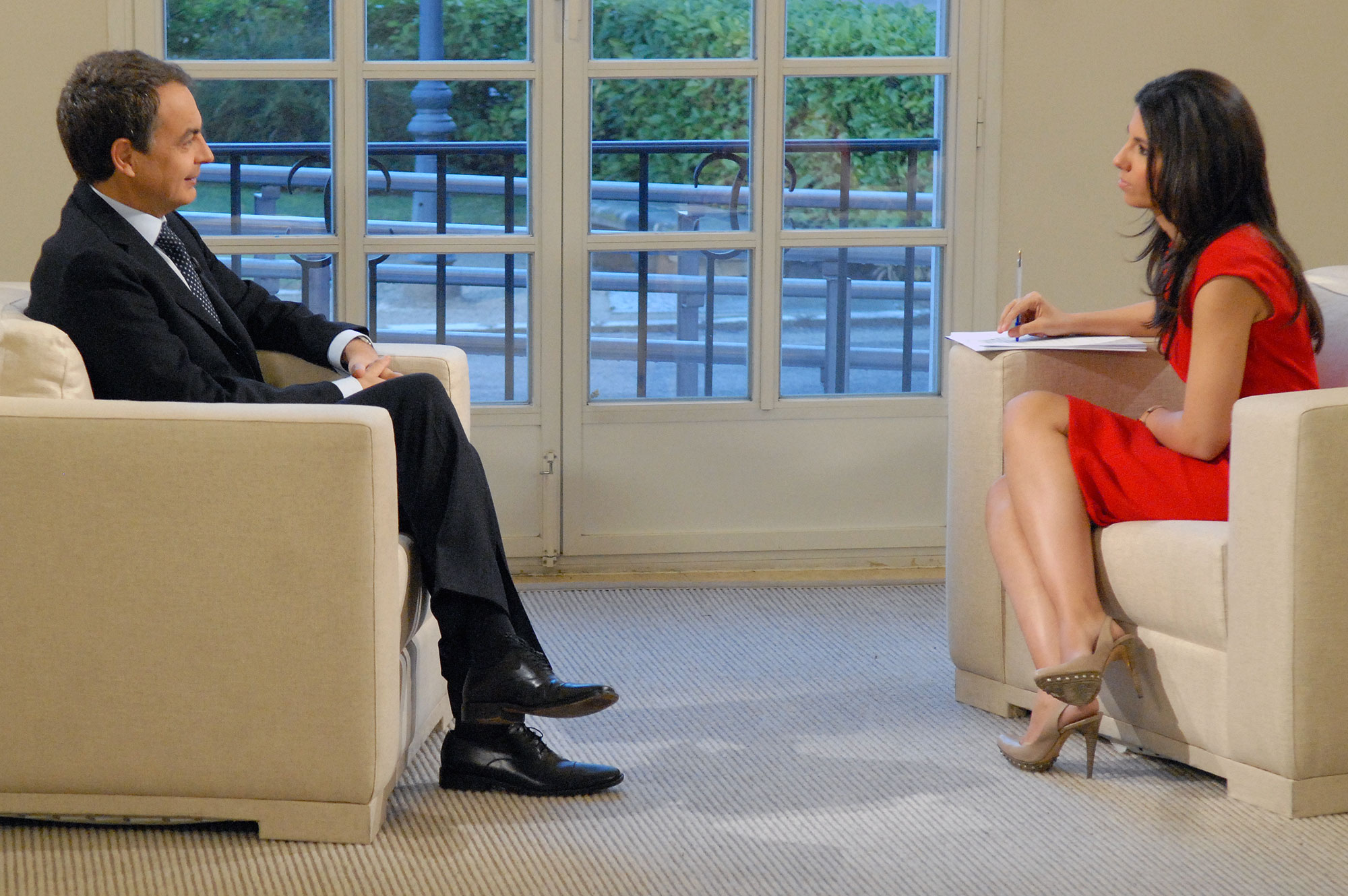
Interview du président du gouvernement espagnol José Luis Rodríguez Zapatero en janvier 2011 dans Los desayunos de TVE.

Entre septembre 2009 et 2012 elle présente l'émission Los desayunos de TVE en remplacement de Pepa Bueno. Ce programme bénéficie d'une grande popularité et obtient le meilleur audimat matudinal en Espagne en octobre 2010. Elle participe à la présentation d'Informe Semanal sur la même chaîne et d'Asuntos Propios sur Radio Nacional de España.
Le 12 août 2011, le porte-parole du Parti populaire l'accuse de faire un travail biaisé et manquant d'objectivité et insinue la possibilité de la renvoyer si son parti gagnait les élections. Ces déclarations entraînent une polémique, Ana Pastor ayant reçu plusieurs prix récompensant au contraire l'impartialité de son travail, comme le Prix Liberté d'Expression 2011 délivré par l'Association de presse espagnole (Asociación Profesional Española de Informadores de Prensa, Radio, Televisión e Internet),. Elle reçoit également le prix Protagonistas en 2011.
Le 4 août 2012 est annoncée son éviction de la direction de Los desayunos de TVE. RTVE justifia cette décision en affirmant qu'on lui aurait fait la proposition d'un autre programme, qu'elle aurait déclinée, faits démentis par l'intéressée,.
En septembre 2012, elle est choisie par CNN pour présenter un programme dans lequel elle s'entretient avec des personnalités nationales ou internationales issues de divers milieux.